# Ferraria (Campo Largo)
Ferraria é um distrito do município brasileiro de Campo Largo, no Paraná.
Está localizado na porção leste do município.